# Dem I
Dem I est un village du Cameroun situé dans le département de la Kadey et la région de l'Est. Il fait partie de la commune de Nguelebok, du canton Kaka Mbondjo.

## Population
En 1966, le village comptait 223 habitants, principalement des kaka.
Lors du recensement de 2012, on y dénombrait 300 personnes.

## Infrastructures
Dem I dispose notamment d'une école publique, des points d'eau (forage hydraulique, puits), d'un relais de santé communautaire.